# Bidessus grossepunctatus
Bidessus grossepunctatus là một loài bọ cánh cứng trong họ Bọ nước. Loài này được Vorbringer miêu tả khoa học năm 1907.